# Лан Лан
Лан Лан (на китайски: 郎朗, на английски: Lang Lang; род. 14 юни 1982, Шънян, провинция Ляонин, КНР) е китайски пианист виртуоз. В български медии е известен и като Ланг Ланг.

## Биография
Лан Лан е роден в г. Шънян, КНР, и има манджурски корени. Баща му Лан Гожен (на китайски: 郎国任) е музикант, свири на ерху). На двегодишна възраст Лан Лан гледа епизод на „Котешки концерт“ от поредицата анимационни филми Том и Джери с Унгарска рапсодия № 2 от Ференц Лист. Според музиканта това е първият му досег със западната музика, след който е пожелал да се научи да свири на пиано. Започва обучението си на тригодишна възраст. Лан печели първа награда на конкурса за пианисти в Шънян на петгодишна възраст и по същото време изнася първия си рецитал. Професионалната кариера на Лан Лан започва през 1995 г., когато печели първа награда на втория Международен младежки конкурс „Чайковски“, проведен в Сендай, Япония. През 1997 г. семейството на Лан Лан емигрира в Съединените щати, където пианистът живее и в момента. През 2019 г. Лан Лан обявява брака си с 24-годишната пианистка Джина Алис Редлингер в официалните си профили в социалните мрежи. Съпругата му, която има немски и корейски корени, е завършила Висшето музикално училище в Хамбург, едно от най-престижните музикални училища в Германия. През януари 2021 г. на двойката се ражда син.

## Международна музикална фондация „Лан Лан“
Лан Лан е обявил за своя мисия да популяризира класическата музика по целия свят, като обръща специално внимание на обучението на деца и млади музиканти. Financial Times отбелязва, че Лан Лан е „пламенен в усилията си да увеличи популярността на класическата музика“. През октомври 2008 г. в Ню Йорк Лан Лан учредява Международна музикална фондация на свое име с подкрепата на Grammy и УНИЦЕФ. Фондацията е създадена, за да обогатява живота на децата чрез задълбочено разбиране и удоволствие от класическата музика и да вдъхновява и подкрепя финансово следващото поколение музиканти. През май 2009 г. Лан Лан и трима ученици от неговата фондация – Чарли Лиу, Анна Ларсен и Дерек Уанг, на възраст от 8 до 10 години – свирят заедно в предаването на Опра Уинфри.

## Записи
- 2001 – «Recorded Live At Seiji Ozawa Hall, Tanglewood»
- 2002 – «Klavierkonzert 3 & Etüden»
- 2004 – «Lang Lang Live At Carnegie Hall» (Re-Release: 2008)
- 2006 – «Memory»
- 2006 – «Dragon Songs»
- 2008 – «Dreams of China»
- 2008 – «Time For Dreams»
- 2010 – «Lang Lang — Live in Vienna»
- 2011 – «Liszt — My piano hero»
- 2014 – «The Mozart Album»
- 2015 – «Lang Lang in Paris»
- 2016 – «Best of Lang Lang»
- 2016 – «The Chopin Album»
- 2016 – «New York Rhapsody»
- 2017 – «Romance»[11][12]
- 2019 – «Piano Book»[13]

## Награди и постижения
- 2004 – Лан Лан е избран за международен посланик на добра воля на ЮНИЦЕФ[14].
- 2008 – Националната академия за звукозаписни изкуства и науки САЩ избира Лан Лан за свой културен посланик в Китай.[15]
- 2009 – списание Time включва пианиста в Time 100 – списък на стоте най-влиятелни личности за годината.[16]
- Въведен е в Залата на славата на списанието Gramophone[17].